# Sarah Whitley
Sarah Whitley, nascida como Sarah Robinson em 1816 em Wakefield, Yorkshire, Inglaterra, foi casada com Joseph Whitley e mãe de Elizabeth 'Lizzy' Whitley, esposa de Louis Le Prince, um dos pais do cinema. 
Sarah, ao lado de sua marido e do neto Adolphe Le Prince, participou de Roundhay Garden Scene, o filme mais antigo ainda sobrevivente, sendo assim uma das primeiras atrizes da história do cinema. As filmagens ocorreram em uma propriedade deles, localizada em Roundhay, Leeds, West Yorkshire, Inglaterra, no dia 14 de outubro de 1888.
Morreu em 1888, fazendo dela, de acordo com o IMDb, a primeira pessoa a morrer após estar em um filme. Foi ainda a pessoa com a data de nascimento mais antiga a participar de produção cinematográfica.

## Filmografia
- Roundhay Garden Scene ... Ela mesma